# Agostino Centurione
Il Serenissimo Agostino Centurione (Genova, 25 novembre 1584 – Genova, 7 dicembre 1657) fu il 110º doge della Repubblica di Genova e re di Corsica.

## Biografia

### Primi anni
Figlio di Stefano Centurione del ramo dei Becchignoni e di Vincenza Lomellini, nacque a Genova il 25 novembre 1584. Trascorse i primi anni della sua infanzia e della sua adolescenza presso il castello di Crispano, nel Principato di Melfi, già feudo paterno e dove quest'ultimo fu chiamato a governare questa parte del territorio lucano. Ritornò con la sua famiglia nella capitale della Repubblica di Genova alla fine del 1599 ove poté riprendere gli studi.
Posteriormente al 1612, anno del matrimonio con Geronima Lomellini, ricoprì le prime cariche pubbliche come capitano di città e poi come sindacatore minore incaricato della revisione dei processi civili. Eletto tra i sindacatori supremi, nel 1617 presiedette la commissione incaricata di valutare l'operato del doge Alessandro Giustiniani Longo al fine, per quest'ultimo, della successiva nomina a procuratore perpetuo della Repubblica. Già componente del magistrato degli Straordinari, tra il 1618 e il 1620 Agostino Centurione fu commissario della fortezza del Priamar di Savona e, successivamente, sindacatore della Riviera di Levante nell'opera contro il brigantaggio.
Nell'estate del 1620 la repubblica affidò a lui il ruolo di ambasciatore di Genova presso la corte di Vienna di Ferdinando II d'Asburgo in sostituzione dei diplomatici genovesi Costantino Pinelli e Lelio Della Torre, quest'ultimo gravemente ammalato. Nel merito il compito della sua ambasceria fu quello di trattare la definitiva investitura sul feudo di Sassello, già per due terzi acquistato da Genova sotto il regno di Rodolfo II d'Asburgo e la restante parte, in precedenza appartenente a Giovanni Battista Doria, sotto l'impero del successore Mattia. L'ambasciatore Centurione, su incarico del governo genovese, presentò quindi un nuovo memoriale d'investitura al nuovo imperatore Ferdinando II.
Nello stesso anno, a novembre, fu estratto senatore della Repubblica e nominato assieme ad altri governatori nel magistrato della Sanità; al contempo fu pure consultore per gli affari della Germania. Con lo scoppio delle ostilità tra la Repubblica di Genova e il Ducato di Savoia di Carlo Emanuele I nel 1625, a cui seguì un'invasione franco-sabauda nella Riviera di Ponente, fu inizialmente incaricato da un apposito collegio di sedare assieme ad altri senatori i tumulti di piazza del popolo genovese e poi a Savona dove, con Giovanni Battista Saluzzo, assunse il ruolo di generale delle truppe genovesi in opposizione ai soldati invasori. Fu l'intervento congiunto tra truppe spagnole e genovesi ad arrestare l'avanzata franco-piemontese e al loro arretramento nei propri confini.
Dopo la sua presenza nel 1628 nelle trattative di Casale con il governatore di Milano Gonzalo Fernández de Córdoba per una nuova controversia con il ducato sabaudo per la questione del presunto congiurato Giulio Cesare Vachero, ricoprì la carica di magistrato di Corsica e di magistrato degli Inquisitori di Stato (1630). Nel settembre del 1631 fu ambasciatore per breve termine presso la corte papale di Urbano VIII e, ritornato a Genova, fu sindacatore incaricato di valutare gli operati degli ufficiali di Stato della Polcevera, del Bisagno e di Sestri Ponente.
Eletto agli inizi del 1632 padre del Comune dovette sospendere tale carica per l'improvvisa nomina ad ambasciatore straordinario di Genova alla corte del re Luigi XIII di Francia. Provvidenziale fu il suo operato atto ad evitare un sfilacciamento dei risicati rapporti diplomatici tra la Repubblica di Genova e lo stato francese dopo l'uccisione del castellano corso (naturalizzato francese) Francesco di Sanson da parte del governatore di Tabarka. Secondo la ricostruzione di quest'ultimo - e poi riferita da Agostino Centurione al sovrano d'Oltralpe nel colloquio del 13 maggio 1632 - il castellano del Bastion de France tentò di avvelenare gli abitanti tabarchini, con la complicità dei fornai dell'isola (condannati all'impiccagione dal governatore), per poi invadere il territorio e quindi stroncare la forte concorrenza di Tabarka nei confronti della Francia nella raccolta del corallo. Il Centurione riferì a Luigi XIII la totale estraneità e responsabilità della Repubblica nei fatti trattandosi, di fatto, di proprietà non genovese ma della famiglia Lomellini che ne provvedeva alla custodia e all'ordine. Ritornando verso Genova si fermò a visitare l'abbazia di Clairvaux dove ricevette dall'abate Claude d'Argentière alcune reliquie di san Bernardo di Chiaravalle che poi donò alla cattedrale genovese di San Lorenzo.
Eletto sindacatore supremo nel biennio 1632-1634 fu ancora diplomatico genovese con Giovanni Battista Zoagli nelle trattative di pace con il ducato sabaudo presso la corte di Milano, trattato che fu ufficialmente firmato solamente il 5 luglio 1634 a Como dopo la nomina di Francisco de Melo, già ambasciatore di Spagna a Genova.
Nel 1635 fu fatto conservatore della Pace e nel novembre venne estratto senatore e posto tra i procuratori della Repubblica. Due anni dopo fu preside del magistrato di Corsica e quindi protettore del Banco di San Giorgio. Tra il 1639 e il 1641 venne nominato governatore di Corsica a cui seguì nei due anni successivi una nuova ambasceria a Roma alla corte di Urbano VIII. Ritornato nel capoluogo genovese servì lo stato in numerosi uffici pubblici curando, nel contempo, pure i suoi beni economici in Lombardia e in Germania.
Il 23 agosto 1650 il Gran Consiglio lo nominò nuovo doge della Repubblica: la sessantacinquesima in successione biennale e la centodecima nella storia repubblicana. In qualità di doge fu investito anche della correlata carica biennale di re di Corsica.

### Il dogato e gli ultimi anni
Il suo mandato dogale è ricordato negli annali per la forte opera di opposizione e di stroncamento delle sempre più numerose bande di briganti guidati, tra gli altri, pure da fuoriusciti patrizi genovesi. Tra le opere pubbliche il grande muraglione del fossato di San Tommaso utile al rifornimento d'acqua alla fabbrica delle polveri del Lagaccio.
Terminato il dogato il 23 agosto 1652 fu nominato procuratore perpetuo, in seguito preside degli Inquisitori di Stato e, nel gennaio 1653, preside del magistrato di Guerra fino al 1654. In tale anno si dimise dalla carica per lasciare definitivamente la vita pubblica per quella religiosa, una scelta che già intraprese da anziano il padre entrando nell'ordine dei barnabiti. Dopo gli iniziali tentativi di dissuaderlo dall'azione da parte della sorella Vittoria, Agostino Centurione entrò nella Compagnia di Gesù compiendo il suo noviziato a Chieri.
A Genova morì il 7 dicembre 1657 e fu sepolto nella chiesa del Gesù e dei Santi Ambrogio e Andrea.

## Vita privata
Dal matrimonio con Geronima Lomellini nacquero i figli Stefano, Giovanni Battista, Giuseppe, Domenico, Giovanni e varie figlie.